# Sukkajärvi
Sukkajärvi (en carélien : Šukkajärvi, en finnois : Sukkajärvi, en russe : Су́ккозеро, Sukkozero) est une municipalité du Raïon de Mujejärvi en République de Carélie

## Géographie
Sukkajärvi est située à l'est du lac Sukkajärvi, à 104 kilomètres par la route et à 81 kilomètres par le train au sud de Mujejärvi.
La municipalité a une superficie de 213,2 kilomètres carrés. 
Elle est délimitée à l'ouest par les communes de Lentiera dans le raïon de Mujejärvi, au nord par Pieninkä, à l'est par les communes de Paatene du raïon de Karhumäki et au sud par les communes de Porajärvi dans le raïon de Suojärvi.  
Le territoire de la municipalité est principalement forestier.

## Démographie
Recensements (*) ou estimations de la population
| 1970  | 1979  | 1989  | 2009  |
| ----- | ----- | ----- | ----- |
| 2 871 | 2 581 | 1 854 | 1 444 |

| 2010  | 2013  | - | - |
| ----- | ----- | - | - |
| 1 136 | 1 076 | - | - |